# Liste der Naturdenkmale in Altleiningen
Die Liste der Naturdenkmale in Altleiningen nennt die im Gemeindegebiet von Altleiningen ausgewiesenen Naturdenkmale (Stand 4. März 2024).

## Naturdenkmale
| Nr.         | Bezeichnung                          | Lage                                        | Beschreibung                                                | Bild                                    |
| ----------- | ------------------------------------ | ------------------------------------------- | ----------------------------------------------------------- | --------------------------------------- |
| ND-7332-481 | Eiche                                | Höningen, am südwestlichen Ortsausgang Lage | Quercus sp.                                                 | Direkt Bild zu diesem Denkmal hochladen |
| ND-7332-482 | Acht Rosskastanien und sieben Linden | Altleiningen, entlang des Eckbachs Lage     | Aesculus hippocastanum, acht Bäume; Tilia sp., sieben Bäume | Direkt Bild zu diesem Denkmal hochladen |

## Ehemalige Naturdenkmale
| Nr.         | Bezeichnung | Lage                         | Beschreibung                           | Bild                                    |
| ----------- | ----------- | ---------------------------- | -------------------------------------- | --------------------------------------- |
| ND-7332-200 | Linde       | Höningen, an der Kirche Lage | Tilia sp.; Rechtsverordnung aufgehoben | Direkt Bild zu diesem Denkmal hochladen |